# Shanghai Stock Exchange

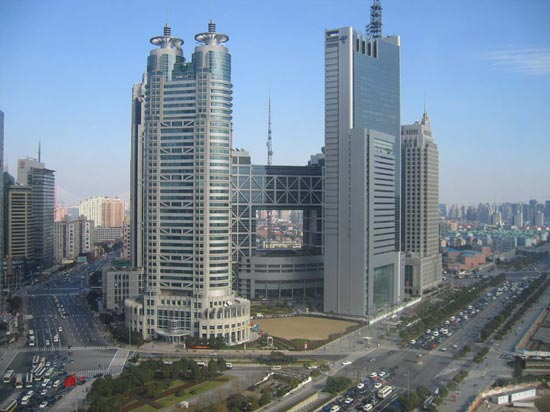
Le Shanghai Stock Exchange Building en 2006.

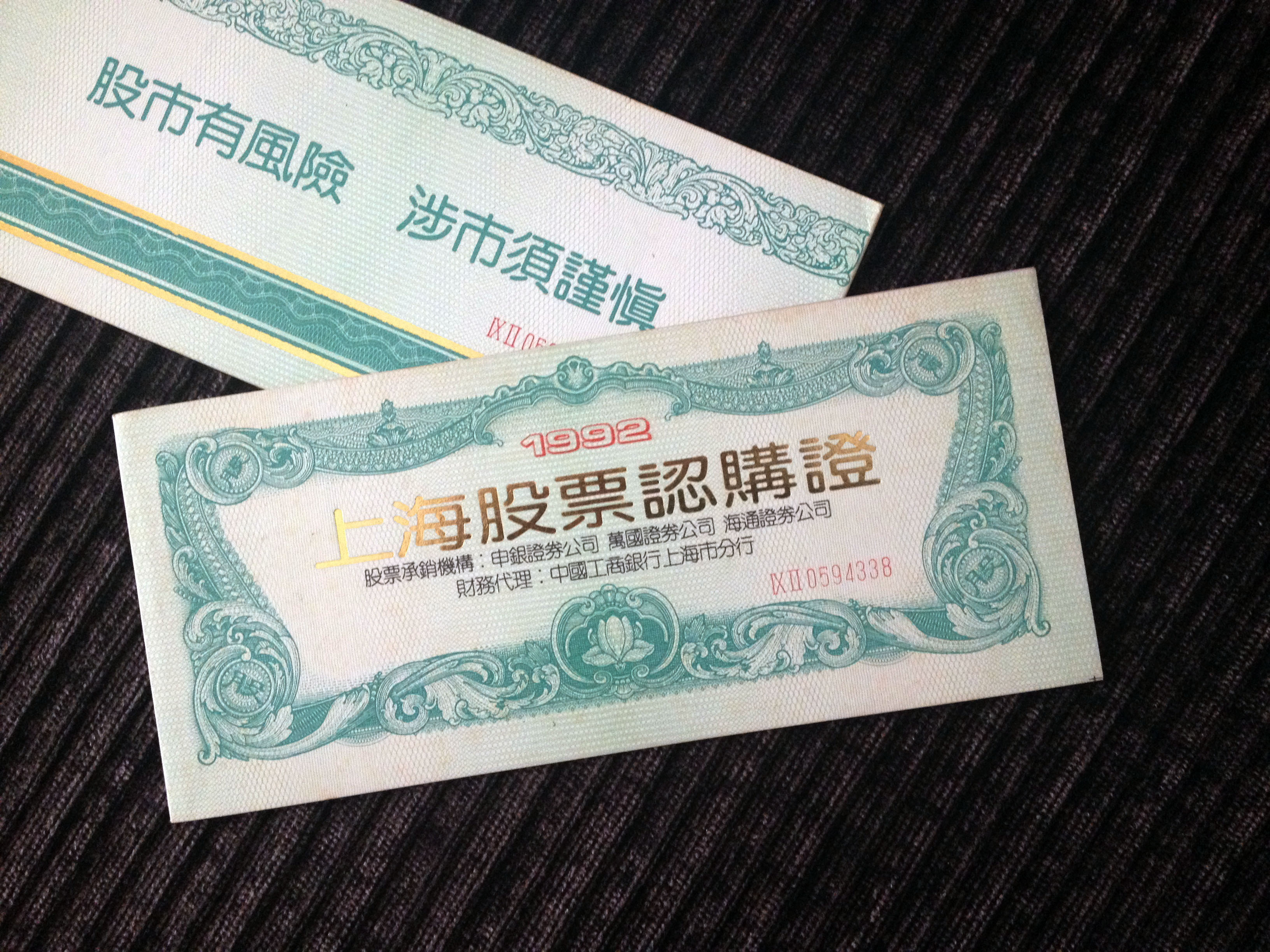
Des bons de la bourse de Shanghai en 1992.

La Shanghai Stock Exchange (chinois simplifié : 上海证券交易所 ; pinyin : Shànghǎi zhèngquàn jiāoyìsuǒ) (SSE), est une bourse des valeurs créée en 1990 à Shanghai, dans le quartier des affaires Lujiazui, à Pudong. 
En 2012, la Shanghai Stock Exchange est la plus importante bourse de la république populaire de Chine, devant les bourses de Hong Kong et de Shenzhen, et la 6e du monde en matière de capitalisation.

## Historique
Créée en 1891, elle est fermée à la suite de l'instauration de la République populaire en 1949.
Rouverte en 1990, elle dépend d'un organisme du conseil des affaires de l'État de la République populaire de Chine. 
Elle assure en 2006 la cotation des actions de 842 sociétés, représentant alors une capitalisation boursière de l'ordre de 915 milliards de dollars US.
La Shanghai Stock Exchange avait flambé de 130 % en 2006 puis de 97 % en 2007, le dynamisme de l'économie de la Chine attirant alors des millions de nouveaux investisseurs sur le marché. En octobre 2007, le SSE Composite a culminé à 6 124 points. 
Elle a particulièrement souffert de la crise financière de 2008 en perdant plus de 65,5 % de sa valeur en terminant l'année 2008 à 1 820, 81 points soit une perte de 3 000 milliards de dollars de capitalisation boursière.
Environ 120 millions de comptes en actions A sont en activité fin 2008 et seule une toute petite partie du capital des sociétés cotées est ouverte au public, ce qui amplifie les mouvements des cours,.
Comme les autres bourses asiatiques[réf. nécessaire], Shanghai bénéficie au début des années 1990 d'un afflux massif de capitaux étrangers qui se retirent ensuite, déstabilisant la monnaie puis l'économie des pays, et amenant la fin du système de change fixe.